# Порошок (лекарственная форма)
Порошки (лат. Pulvis) — твёрдая лекарственная форма для внутреннего или наружного применения, состоящая из одного или нескольких измельчённых веществ и обладающая свойством сыпучести. Это всесторонне свободные дисперсные системы без дисперсионной среды с дисперсионной фазой в виде мелких твёрдых частиц различной формы.
Преимущества порошков: увеличение терапевтического эффекта и биологической доступности; легко и точно дозируются лекарственные вещества; удобно получать различные смеси; технология порошков быстрая и простая; большая устойчивость при хранении по сравнению с жидкими формами; удобная транспортировка.
Недостатки порошков: разлагаются под действием желудочно-кишечного сока; оказывают раздражающее действие на слизистую; более медленное действие по сравнению с жидкими формами; при хранении некоторые вещества поглощают или теряют влагу, отсыревают и выветриваются; при назначении пахучих и красящих веществ требуется специальная упаковка.

## Классификация
1. По составу:
Pulveres simplices — простые порошки — состоят из 1 ингредиента
Pulveres compositi — сложные порошки — состоят из 2 и более ингредиентов
2. По характеру дозирования:
Pulveres divisi — разделённые на дозы
Pulveres indivisi — неразделённые на дозы
3. По применению:
Pulveres ad usum internum — порошки для внутреннего применения
Pulveres ad usum externum — порошки для наружного применения (adspersorii, insufflatorii, dentifrici, sternutatorii, для приготовления растворов, инсектицидные и др.)
4. По способу прописывания в рецепте:
| Распределительный (на 1 дозу)                                                                                           | Разделительный (на всю массу порошка)                                                                                      |
| --- | --- |
| Rp.: Dimedroli 0,01 Coffeini natrii-benzoatis 0,1 Misce fiat pulvis Da tales doses N. 20 S. По 1 порошку 3 раза в день. | Rp.: Dimedroli 0,2 Coffeini natrii-benzoatis 2,0 M.f.pulv. Divide in partes aequales N.20 D.S. По 1 порошку 3 раза в день. |

В первом случае в рецепте выписана доза на 1 порошок и есть указание изготовить таких доз 20 штук. Во втором случае указана масса порошков на весь рецепт и есть указание разделить приготовленный порошок на 20 равных частей (то есть сделать из них 20 доз).

## Требования к порошкам
Порошки должны быть однородными при рассмотрении невооружённым глазом. Размер частиц должен быть не более 0,160 мм. Порошки должны хорошо дозироваться, быть сыпучими, устойчивыми в процессе изготовления и хранения. Иногда должны быть стерильными.

## Технология
Технология порошков включает следующие стадии: измельчение, просеивание, смешивание, дозировка, упаковка, стерилизация, оформление. В зависимости от состава порошка некоторые стадии могут быть опущены (просеивание, стерилизация) или совмещены, некоторые обязательны всегда и в любом случае (упаковка, оформление).

## Частная технология
1. С красящими веществами
2. С веществами списка А и Б
3. С трудно-измельчаемыми ингредиентами
4. С экстрактами
5. С жидкостями

## Особенности некоторых порошков

### Красящие порошки
Акрихин, бриллиантовый зелёный, индигокармин для инъекций, калия перманганат, метиленовый синий, рибофлавин, фурацилин, этакридина лактат

### Пахучие субстанции
Аммиак, валидол, деготь, ихтиол, йодоформ, камфора, ксероформ, метилсалицилат, ментол, нашатырно-анисовые капли, скипидар, тимол, фенол, формальдегид, хлорамин Б, эфирные масла

### Трудноизмельчаемые лекарственные вещества
1. Камфора, ментол, пентоксил, тимол, йод, фенилсалицилат:

добавляют 10 капель 95 % этанола или 15 капель эфира на 1,0 лекарственного вещества
2. Кислота борная, кислота салициловая, бура, стрептоцид:
добавляют 5 капель 95 % этанола или 8 капель эфира на 1,0 лекарственного вещества

## Упаковка и оформление
Осуществляется в зависимости от физико-химических свойств ингредиентов, входящих в состав порошка. Неразделённый на дозы порошок упаковывают в двойные бумажные пакеты (пакет в пакет), стеклянные банки или коробки. разделённые на дозы порошки — в бумажные капсулы.
| Вид капсул                                    | Материал капсул                                                                           | Назначение |
| --------------------------------------------- | ----------------------------------------------------------------------------------------- | --- |
| Обычные бумажные или простые капсулы          | Бумага, проклеенная из целлюлозной массы со слоем животного клея, фиксированного квасцами | Для всех порошков, которые не вошли в другие графы                                                                                   |
| Charta cerata seu parafinata (Вощёная бумага) | Прокладочная бумага, пропитанная воском или парафином                                     | Все гигроскопичные вещества, глюкоза. димедрол, дибазол, KCl, K2SO4, ксероформ                                                       |
| она же                                        | Вещества, изменяющиеся под действием кислорода воздуха или H2CO3                          | оксид магния, оксид цинка, норсульфазол-натрий                                                                                       |
| Charta permanganata                           | Непрокладочная бумага, обработанная серной кислотой. Влаго- и жиронепроницаемая           | Жирорастворимые летучие вещества — камфора, ментол, жирные масла. Красящие вещества (если в рецепте не указана специальная упаковка) |
| Целлофан                                      | Ацетил-целлюлозная плёнка, лакированная целлюлозным лаком                                 | Вместо пергаментной бумаги |

### Оформление
Наклейки «Внутренне» или «Наружное» и «Порошки». Также возможны наклейки о способе хранения — Хранить в сухом, прохладном защищённом от света месте. Срок хранения порошков в аптеке — 10 суток с момента изготовления.

## Контроль качества
Осуществляется по Государственной Фармакопее XI издания, а также согласно приказам Минздрава России № 751н 

1. Анализ документации: наличие рецепта (при необходимости сигнатуры), паспорта письменного контроля и соответствующих в них записей. Оценка совместимости ингредиентов, дозы веществ сп. А и Б, расчёты компонентов прописи, масса 1 дозы, наличие подписи и даты ассистента, приготовившего лекарственную форму.

2. Проверка упаковки: соответствие упаковки свойствам входящих в состав порошка ингредиентов, отсутствие просыпаемости при переворачивании капсулы.

3. Оформление: наличие основных этикеток и предупреждающих надписей, правильность их заполнения.

4. Органолептический контроль: проверяется внешний вид, запах, цвет, их соответствие ингредиентам порошка, отсутствие механических включений. Вкус проверяется выборочно в лекарственных формах для детей.

5. Физический контроль: Отклонение в массе, в том числе и в массе отдельных доз, а также количество доз.

6. Однородность: визуально в процессе изготовления, а также после изготовления. При надавливании головкой пестика на порошковую массу в ступке на расстоянии 25 см от глаза не должно быть видимых отдельных блесток.

7. Сыпучесть: при пересыпании порошка из одной капсулы в другую не должно быть комкования.